# 斯瓦夫諾縣

54°22′N 16°41′E / 54.367°N 16.683°E
斯瓦夫諾縣（波蘭語：Powiat sławieński），是波蘭的縣份，位於該國西北部，由西波美拉尼亞省負責管轄，首府設於斯瓦夫諾，面積1,044平方公里，2006年人口57,643，人口密度每平方公里55人。